# Filip (landgraf Hesji-Homburg)
Filip (niem. Philipp August Friedrich Landgraf von Hessen-Homburg) (ur. 11 marca 1779 w Homburgu, zm. 15 grudnia 1846 tamże) – landgraf Hesji-Homburg (od 1839), marszałek polny Armii Cesarstwa Austriackiego.

## Życiorys
Filip był piątym synem landgrafa Hesji-Homburg Fryderyka V i Karoliny, córki landgrafa Hesji-Darmstadt Ludwika IX. Jako oficer heskiego oddziału walczył od 15 roku życia wraz z armią niderlandzką przeciwko Francji (w czasie I koalicji antyfrancuskiej). W związku z upadkiem twierdzy Sluis dostał się do niewoli, a po zwolnieniu z niej wstąpił w 1795 r. do armii austriackiej, w szeregach której pozostał do końca życia. Uczestniczył w licznych starciach okresu wojen napoleońskich. Po 1801 r. przez pewien czas pozostawał we Lwowie, gdzie studiował sztukę wojenną. W 1809 odznaczył się szczególnie w bitwach pod Aspern (21-22 maja) i pod Wagram (5–6 lipca). Po pierwszej z nich awansował na stopień generała majora (24 maja), a po drugiej został odznaczony krzyżem rycerskim orderu Marii Teresy. W 1812 r. był członkiem austriackiego korpusu posiłkowego wspierającego Napoleona podczas kampanii rosyjskiej. W 1813 walczył przeciwko Napoleonowi w bitwie pod Dreznem (26-27 sierpnia) i bitwie Narodów pod Lipskiem (16–19 października). 22 września tego roku został mianowany na stopień generała porucznika.
Po upadku Napoleona wysyłany z misjami dyplomatycznymi do Rosji i Wielkiej Brytanii. W 1821 r. mianowany gubernatorem Neapolu, pełnił też inne ważne funkcje wojskowe w Austrii oraz Galicji. 6 czerwca 1832 został mianowany na stopień generała artylerii. W 1839 r., po śmierci starszego brata Ludwika objął dziedzictwo w Hesji-Homburgu. W tym samym roku został mianowany gubernatorem pobliskiej Moguncji i rezydował naprzemiennie tam i w Homburgu (funkcję gubernatorską pełnił do 1844 r.). Planował nadać swemu księstwu konstytucję, przeszkodziła jednak temu jego śmierć. 28 listopada 1846 został mianowany na stopień marszałka polnego. 
Od 1812 do śmierci był szefem Węgierskiego Pułku Piechoty Nr 19.
Żoną Filipa była od 1828 r. Antonie Rosalie Pototschnigg (1806–1845), wdowa po baronie von Schimmelpfennig, podniesiona przez brata Filipa, Ludwika, do godności hrabiowskiej. Nie miał dzieci, tron w Hesji-Homburg po jego śmierci odziedziczył młodszy brat Gustaw.
Odznaczony Orderem Orła Białego w 1829 roku. 